# ホイト・ストリート駅
ホイト・ストリート駅 (ホイト・ストリートえき、英語: Hoyt Street) はニューヨーク市地下鉄IRTイースタン・パークウェイ線の駅である。ブルックリン区ダウンタウンのフルトン・ストリートとホイト・ストリート、ブリッジ・ストリートの交差点に位置し、2系統が終日、3系統が深夜を除く終日停車する。

## 歴史
駅は1908年5月1日のボロー・ホール駅 - アトランティック・アベニュー-バークレイズ・センター駅間の開業と同時にホイト・ストリート-ブリッジ・ストリート駅 (Hoyt Street–Bridge Street) として開業した。その後、1919年4月15日よりクラーク・ストリート・トンネルが開通しIRTブロードウェイ-7番街線ブルックリン支線の列車がボロー・ホール駅に乗り入れを開始したため運転系統が増えた。開業当初の駅のホーム有効長は1両あたり51フィート（15メートル）のIRT車6両編成の入線が可能な360フィート（110メートル）であったが、1948年2月2日に10両編成の入線が可能な515フィート（157メートル）まで延長された。このホーム有効長の延長は1,227万ドルでIRTの32駅のホーム有効長を延長するプロジェクトの一環で行われ、当駅で掛かった費用は75万ドルであった。
1981年にMTAは、地下鉄内で最も老朽化した69駅の中に当駅をあげている。その後、1980年代中に改装されている。

## 駅構造
| G           | 地上階                         | 出入口 |
| P ホーム 階 | 相対式ホーム、右側の扉が開く。 | 相対式ホーム、右側の扉が開く。 |
| P ホーム 階 | 北行緩行線                     | ← ウェイクフィールド-241丁目駅行き（ボロー・ホール駅） ← ハーレム-148丁目駅行き（ボロー・ホール駅）                                                  |
| P ホーム 階 | 北行急行線                     | ← 通過 ← 平日：通過 |
| P ホーム 階 | 南行急行線                     | → 通過 → → 平日：通過 → |
| P ホーム 階 | 南行緩行線                     | → フラットブッシュ・アベニュー-ブルックリン・カレッジ駅行き（ネヴィンズ・ストリート駅）→ ニューロッツ・アベニュー駅行き（ネヴィンズ・ストリート駅）→ |
| P ホーム 階 | 相対式ホーム、右側の扉が開く。 | |

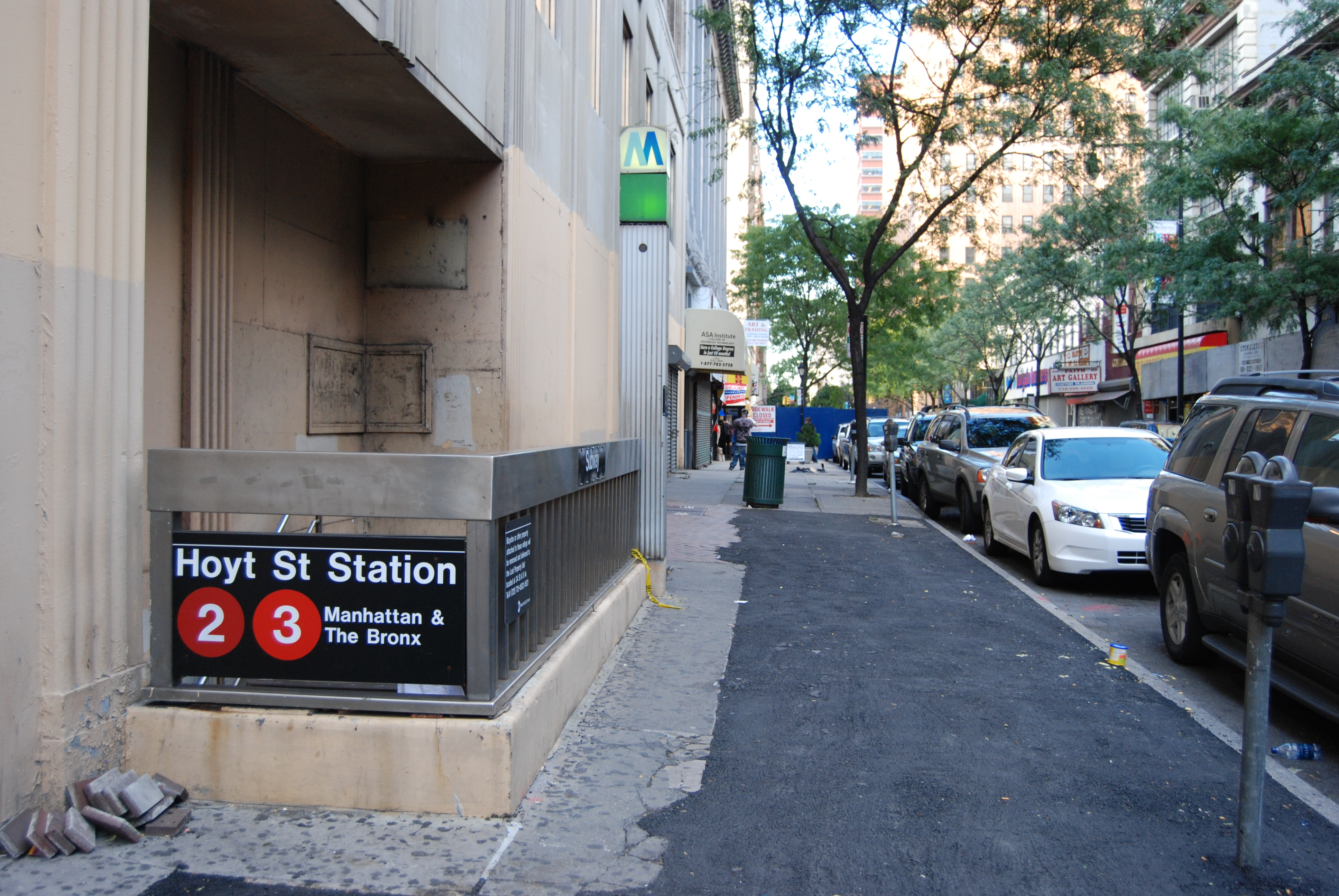
北行ホーム出入口

駅は相対式ホーム2面と緩行線2線・急行線2線を有した2面4線の地下駅である。改札内で両ホームの行き来はできない。ブロードウェイ-7番街線クラーク・ストリート・トンネル方面の列車が緩行線を走行し、レキシントン・アベニュー線ジョレールモン・ストリート・トンネル方面の列車が急行線を通過している。なお、かつては当駅西側（ボロー・ホール駅側）に分岐器が存在し緩行線・急行線間の行き来ができ、レキシントン・アベニュー線方面の列車も当駅に停車することが可能だったが、現在はアトランティック・アベニュー-バークレイズ・センター駅 - ネヴィンズ・ストリート駅間に分岐を移し当駅の分岐器は撤去されたため現在はレキシントン・アベニュー線方面の列車は停車することができなくなっている。また、4系統が深夜帯を含め終日通過する唯一の駅でもある。
ボロー・ホール駅より南側ではレキシントン・アベニュー線とブロードウェイ-7番街線が合流しイースタン・パークウェイ線となる。南行緩行線はE1番線、南行急行線はE2番線、北行急行線はE3番線、北行緩行線はE4番線と名称が付けられている。この番号は社内での通称として使われるもので旅客案内などで使われることは無い。
駅は改装されているが、"Hoyt Street - Bridge Street"と書かれた駅名標が緩行線と急行線の間に立っている柱に残されている。南行ホームの北端には閉鎖された階段があり、北行ホームの南端には警察が使用している通路がある。また、駅にあったセラミック製のオリジナルカルトゥーシュの1つが、現在ニューヨーク交通博物館に展示されている。

### 出口
当駅にある全ての改札口はホーム階にあり、南北ホームでそれぞれ独立している。終日開いている改札口は両ホーム西端にあり、回転式改札機1機ときっぷ売り場がある。反対の東端には一部時間帯のみ開いている改札口があり、回転式改札機がある。
| 場所                                                         | 種類 | 数  | 改札口   | 接続ホーム |
| ------------------------------------------------------------ | ---- | --- | -------- | ---------- |
| フルトン・ストリートとエルム・プレイスの交差点南西           | 階段 | 1つ | 東改札口 | 北行ホーム |
| フルトン・ストリートとダッフィールド・ストリートの交差点北東 | 階段 | 1つ | 東改札口 | 南行ホーム |
| フルトン・ストリートとブリッジ・ストリートの交差点北東       | 階段 | 1つ | 西改札口 | 北行ホーム |
| フルトン・ストリートとブリッジ・ストリートの交差点北西       | 階段 | 1つ | 西改札口 | 北行ホーム |
| フルトン・ストリートとホイト・ストリートの交差点南西         | 階段 | 1つ | 西改札口 | 南行ホーム |